# Polibek pavoučí ženy (film)
Polibek pavoučí ženy (v originále Kiss of the Spider Woman, O Beijo da Mulher Aranha) je americko-brazilský hraný film z roku 1985, který režíroval Héctor Babenco podle stejnojmenného románu argentinského spisovatele Manuela Puiga z roku 1976. Snímek měl světovou premiéru na Mezinárodním filmovém festivalu v Cannes dne 13. května 1985. V ČR byl uveden v rámci Projektu 100 v roce 1997.

## Děj
Politický vězeň Valentin Arregui a Luis Molina, který byl jako homosexuál odsouzen za zneužití nezletilého, se sejdou v jedné vězeňské cele. Molina se snaží přežít naivními snovými představami a vypráví svému spoluvězni příběh starého romantického filmu o lásce z okupované Paříže. Novinář Arregui jeho vyprávění ironicky komentuje, protože záhy pochopí, že se jedná o nacistický propagandistický film, ve kterém vystupuje francouzská šansoniérka Leni La Maison a německý důstojník Werner, kteří společně překonávající nástrahy zlotřilých odbojářů. Pozvolna se spřátelí a Arregui Molinovi vypráví o Martě, do které byl silně zamilovaný, a svých revolucionářských zásadách. Molina má od tajné policie určeno, aby na Arreguiovi vyzvídal. On se do něj však zamiluje a zachová mlčenlivost. Když je Arregui otráven jídlem, stará se o něj. Vypráví mu příběh o tajemné pavoučí ženě. Tajná policie zařídí Molinovo propuštění na podmínku, protože doufá, že jej přivede k ostatním členům revoluční skupiny. V noci před Molinovým propuštěním se mu Arregui odmění sexem. Po propuštění Molina kontaktuje jeho revoluční přátele a umírá při přestřelce. Arregui je mučen a umírá ve vězeňské nemocnici. V okamžiku smrti má vidinu, jak jej Marta odvádí z vězení.

## Obsazení
| William Hurt     | Luis Molina                           |
| Raul Julia       | Valentin Arregui                      |
| Sonia Braga      | Leni La Maison / Marta / pavoučí žena |
| José Lewgoy      | strážce                               |
| Milton Gonçalves | tajný policista                       |
| Míriam Pires     | Molinova matka                        |
| Nuno Leal Maia   | Gabriel                               |
| Fernando Torres  | Americo                               |
| Patricio Bisso   | Greta                                 |

## Ocenění
- Oscar: nejlepší mužský herecký výkon v hlavní roli (William Hurt), nominace – nejlepší film, nejlepší režie (Héctor Babenco) a nejlepší adaptovaný scénář (Leonard Schrader)
- Zlatý glóbus: nominace (William Hurt, Raul Julia, Sonia Braga)
- Cena BAFTA: William Hurt
- Filmový festival v Cannes: cena pro Williama Hurta, nominace filmu na Zlatou palmu
- Los Angeles Film Critics Association Award: William Hurt
- London Critics Circle Film Award: David di Donatello
- Mezinárodní filmový festival v Seattlu: Golden Space Needle Award za nejlepší film
- Independent Spirit Award pro film
- Mezinárodní filmový festival v Tokiu: zvláštní cena (Héctor Babenco)